# Папановка (бывшая деревня, Башкортостан)
Папановка — упразднённая деревня в Шаранском районе Республики Башкортостан России. Входила в состав Мичуринского сельсовета. Исключена из учётных данных в 1995 году.

## География
Была расположена на окраине леса в близи истока реки База, на расстоянии около 2,5 км к юго-востоку от деревни Михайловка.

### Климат
По комплексу природных условий Папановка, как и весь район, относится к лесостепной зоне и характеризуется умеренно континентальным климатом с такими особенностями, как неустойчивость и резкие перемены температуры, неравномерное выпадение осадков по годам и временам года. Суровая и снежная зима с незначительными оттепелями, поздняя прохладная и сравнительно сухая весна, короткое жаркое лето и влажная прохладная осень.

## История
Упразднена постановлением заксобрания РБ от 14 апреля 1995 года ЗП-29.